# Bono, Arkansas
Bono är en ort i Craighead County i delstaten Arkansas, USA.